# Euphyia hedai
Euphyia hedai är en fjärilsart som beskrevs av Yang 1978. Euphyia hedai ingår i släktet Euphyia och familjen mätare. Inga underarter finns listade i Catalogue of Life.